# آیلند هایتس، نیوجرسی
آیلند هایتس (به انگلیسی: Island Heights) شهری در ایالت نیوجرسی کشور ایالات متحده آمریکا است که جمعیت آن در سرشماری سال ۲۰۱۰ میلادی، ۱٬۶۷۳ نفر بوده‌است.